# Toray Pan Pacific Open 2018 - Qualificazioni singolare
Le qualificazioni del singolare femminile del Toray Pan Pacific Open 2018 sono state un torneo di tennis preliminare per accedere alla fase finale della manifestazione. Le vincitrici dell'ultimo turno sono entrate di diritto nel tabellone principale. In caso di ritiro di una o più giocatrici aventi diritto a queste sono subentrati le lucky loser, ossia le giocatrici che hanno perso nell'ultimo turno ma che avevano una classifica più alta rispetto alle altre partecipanti che avevano comunque perso nel turno finale.

## Teste di serie
1. Zarina Diyas (qualificata)
2. Magda Linette (ultimo turno)
3. Alison Riske (qualificata)
4. Eugenie Bouchard (qualificata)
5. Duan Yingying (ritirata, ancora impegnata nel Japan Women's Open Tennis)
6. Jana Fett (primo turno)

1. Nao Hibino (qualificata)
2. Antonia Lottner (ultimo turno)
3. Misaki Doi (qualificata)
4. Miyu Katō (ritirata, ancora impegnata nel Japan Women's Open Tennis)
5. Ayano Shimizu (ultimo turno)
6. Anna Zaja (primo turno)

## Qualificate
1. Zarina Diyas
2. Nao Hibino
3. Alison Riske

1. Eugenie Bouchard
2. Gabriela Dabrowski
3. Misaki Doi

## Tabellone

### Legenda
| - Q = Qualificato - WC = Wild card - LL = Lucky loser | - ALT = Alternate - SE = Special Exempt - PR = Protected Ranking | - w/o = Walkover - r = Ritirato - d = Squalificato |

### Sezione 1
|  | Primo turno | Primo turno  | Primo turno  | Primo turno | Primo turno |  |  | Ultimo turno | Ultimo turno | Ultimo turno | Ultimo turno | Ultimo turno |  |
|  |             |              |              |             |             |  |  |              |              |              |              |              |  |
|  | 1           | Zarina Diyas | Zarina Diyas | 6           | 6           |  |  |              |              |              |              |              |  |
|  |             | Miyabi Inoue | Miyabi Inoue | 4           | 3           |  |  | 1            | Zarina Diyas | Zarina Diyas | 6            | 6            |  |
|  |             | Risa Ozaki   | Risa Ozaki   | 6           | 7           |  |  |              | Risa Ozaki   | Risa Ozaki   | 1            | 0            |  |
|  | 12          | Anna Zaja    | Anna Zaja    | 2           | 62          |  |  |              |              |              |              |              |  |

### Sezione 2
|  | Primo turno | Primo turno   | Primo turno   | Primo turno | Primo turno |  |  | Ultimo turno | Ultimo turno  | Ultimo turno | Ultimo turno | Ultimo turno |  |
|  |             |               |               |             |             |  |  |              |               |              |              |              |  |
|  | 2           | Magda Linette | Magda Linette | 7           | 6           |  |  |              |               |              |              |              |  |
|  |             | Momoko Kobori | Momoko Kobori | 68          | 3           |  |  | 2            | Magda Linette | 2            | 7            | 3            |  |
|  |             | Erika Sema    | Erika Sema    | 0           | 0           |  |  | 7            | Nao Hibino    | 6            | 63           | 6            |  |
|  | 7           | Nao Hibino    | Nao Hibino    | 6           | 6           |  |  |              |               |              |              |              |  |

### Sezione 3
|  | Primo turno | Primo turno      | Primo turno      | Primo turno | Primo turno |  |  | Ultimo turno | Ultimo turno  | Ultimo turno  | Ultimo turno | Ultimo turno |  |
|  |             |                  |                  |             |             |  |  |              |               |               |              |              |  |
|  | 3           | Alison Riske     | Alison Riske     | 6           | 6           |  |  |              |               |               |              |              |  |
|  |             | Valeria Savinykh | Valeria Savinykh | 4           | 4           |  |  | 3            | Alison Riske  | Alison Riske  | 6            | 6            |  |
|  | WC          | Mai Hontama      | Mai Hontama      | 1           | 4           |  |  | 11           | Ayano Shimizu | Ayano Shimizu | 3            | 2            |  |
|  | 11          | Ayano Shimizu    | Ayano Shimizu    | 6           | 6           |  |  |              |               |               |              |              |  |

### Sezione 4
|  | Primo turno | Primo turno       | Primo turno       | Primo turno | Primo turno |  |  | Ultimo turno | Ultimo turno      | Ultimo turno | Ultimo turno | Ultimo turno |  |
|  |             |                   |                   |             |             |  |  |              |                   |              |              |              |  |
|  | 4           | Eugenie Bouchard  | Eugenie Bouchard  | 6           | 6           |  |  |              |                   |              |              |              |  |
|  | WC          | Moyuka Uchijima   | Moyuka Uchijima   | 1           | 1           |  |  | 4            | Eugenie Bouchard  | 6            | 2            | 7            |  |
|  | WC          | Chihiro Muramatsu | Chihiro Muramatsu | '6          | 6           |  |  | WC           | Chihiro Muramatsu | 1            | 6            | 5            |  |
|  | Alt         | Misa Eguchi       | Misa Eguchi       | 2           | 0           |  |  |              |                   |              |              |              |  |

### Sezione 5
|  | Primo turno | Primo turno        | Primo turno        | Primo turno | Primo turno |  |  | Ultimo turno | Ultimo turno       | Ultimo turno       | Ultimo turno | Ultimo turno |  |
|  |             |                    |                    |             |             |  |  |              |                    |                    |              |              |  |
|  | Alt         | Gabriela Dabrowski | Gabriela Dabrowski | 6           | 6           |  |  |              |                    |                    |              |              |  |
|  |             | Miharu Imanishi    | Miharu Imanishi    | 3           | 2           |  |  | Alt          | Gabriela Dabrowski | Gabriela Dabrowski | 6            | 6            |  |
|  |             | Mari Osaka         | 3                  | 6           | 3           |  |  | 8            | Antonia Lottner    | Antonia Lottner    | 3            | 2            |  |
|  | 8           | Antonia Lottner    | 6                  | 4           | 6           |  |  |              |                    |                    |              |              |  |

### Sezione 6
|  | Primo turno | Primo turno  | Primo turno  | Primo turno | Primo turno |  |  | Ultimo turno | Ultimo turno | Ultimo turno | Ultimo turno | Ultimo turno |  |
|  |             |              |              |             |             |  |  |              |              |              |              |              |  |
|  | 6           | Jana Fett    | Jana Fett    | 3           | 2           |  |  |              |              |              |              |              |  |
|  |             | Danielle Lao | Danielle Lao | 6           | 6           |  |  |              | Danielle Lao | Danielle Lao | 5            | 5            |  |
|  | WC          | Haruka Kaji  | Haruka Kaji  | 0           | 2           |  |  | 9            | Misaki Doi   | Misaki Doi   | 7            | 7            |  |
|  | 9           | Misaki Doi   | Misaki Doi   | 6           | 6           |  |  |              |              |              |              |              |  |